# Бовиол
Бовиол (фр. Boviolles) насеље је и општина у североисточној Француској у региону Лорена, у департману Меза која припада префектури Комерси.
По подацима из 2011. године у општини је живело 109 становника, а густина насељености је износила 13,41 становника/km². Општина се простире на површини од 8,13 km². Налази се на средњој надморској висини од 280 метара (максималној 395 m, а минималној 241 m).

## Демографија
| 1962. | 1968. | 1975. | 1982. | 1990. | 1999. | 2011. |
| ----- | ----- | ----- | ----- | ----- | ----- | ----- |
| 111   | 115   | 96    | 79    | 92    | 91    | 109   |

График промене броја становника у току последњих година